# ヨハネス3世ドゥーカス・ヴァタツェス
ヨハネス3世ドゥーカス・ヴェタツェス（ギリシア語：Ιωάννης Γ' Δούκας Βατάτζης （Iōannēs III Dūkas Batatzēs）, 1193年 - 1254年11月3日）は、東ローマ帝国の亡命政権であるニカイア帝国の第2代皇帝（在位：1222年 - 1254年）。てんかん持ちであった。

## 生涯
ヨハネス・ヴァタツェスは非凡な軍人として勇名を馳せたため、ニカイア帝国建国者のテオドロス1世ラスカリスの後継者に選ばれ、同皇帝の皇女イレーネー・ラスカリナと結婚した。1221年、ヨハネス・ヴァタツェスとイレーネーの間には、後にニカイア帝国第3代皇帝となるテオドロス2世ラスカリスが生まれる。しかし、イレーネーはテオドロスの出産後に落馬して重傷を負ったためにそれ以上子供をもうけることができなくなった。このため彼女は、エウゲニアと改名して、1239年に他界するまで修道女として余生を送った。ヨハネス3世は神聖ローマ帝国皇帝フリードリヒ2世の私生児のシチリア王女コンスタンツェ（またはアンナ）と再婚するが、子宝に恵まれなかった。
即位後のヨハネス3世は東ローマ帝国の組織の名残りを再編し、傑出した統治能力によって農業の振興や福祉施設の建設などに力を入れた善政を敷いた。このためニカイア帝国はレバントで最強の、最も豊かな国となった。
ルーム・セルジューク朝の了解を得て東部前線を防衛し、以前のヨーロッパ側の領土の回復に乗り出してゆく。海ではエーゲ海においてラテン帝国を脅かし、領土をロドス島まで広げた。陸ではフランス人傭兵を投入して、ラテン帝国軍を敗走させた。
1235年にブルガリア人とのコンスタンティノポリス攻囲には失敗したものの、テッサロニキの諸侯やエピロス専制侯国に対して大権を有していた。最終的にニカイア帝国が東ローマ帝国の失地回復をなしえたのは、ヨハネス3世の功績によるところが大きい。
死去から50年たった後、正教会から聖人とされた。